# Issei Suda
Issei Suda (須田 一政, Suda Issei), pseudonyme de Kazumasa Suda, est un photographe japonais né le 24 avril 1940 à Tokyo et mort le 7 mars 2019 à Chiba[réf. nécessaire].

## Biographie
Issei Suda est diplômé de l'école de photographie de Tokyo en 1962. De 1967 à 1970, il travaille en tant que cadreur de la compagnie théâtrale Tenjō Sajiki (en), auprès de Shūji Terayama. Il travaille comme photographe indépendant depuis 1971. Suda est professeur à l'université des arts d'Osaka.

## Honneurs
Son livre Ningen no kioku lui vaut de remporter le 16e prix Ken Domon.

## Ouvrages
- (ja) Fūshi kaden (風姿花伝?). Sonorama Shashin Sensho 16. Tokyo: Asahi Sonorama, 1978.
- (ja) Waga-Tōkyō hyaku (わが東京100?). Nikon Salon Books 5. Tokyo: Nikkor Club, 1979.
- (ja) Inu no hana: Kimagure, shashin, sanpo (犬の鼻：気紛れ・写真・散歩?). Tokyo: IBC, 1991.  (ISBN 4-87198-849-X).
- (ja) Ningen no kioku (人間の記憶?). Tokyo: Creo, 1996.  (ISBN 4-87736-001-8).
- (ja) Akai hana (紅い花?). Tokyo: Wides, 2000.  (ISBN 4-89830-030-8).
- (ja) Fūshi kaden (風姿花伝?). JCII Photo Salon library 165. Tokyo: JCII, 2005.
- (ja) Min'yō sanga (民謡山河?). Tokyo: Tōseisha, 2007.  (ISBN 978-4-88773-077-9).
- (ja) Kado no tabakoya made no tabi (角の煙草屋までの旅?). Tokyo: Place M, 2011.  (ISBN 4905360005).
- (en) The Work of a Lifetime: Photographs 1968–2006. Berlin: Only Photography, 2011.  (ISBN 978-3-9812537-5-7)
- (ja) Fūshi kaden (風姿花伝?) / Fushikaden. Tokyo: Akio Nagasawa Publishing, 2012.
- (ja) Rubber. Tokyo: M-Books, 2012.  (ISBN 978-4-905360-03-2).
- (ja) Nisen-kyūhyaku-nanajūgo Miura Misaki (一九七五 三浦三崎?) / 1975 Miuramisaki. Tokyo: Akio Nagasawa Publishing, 2012.